# Phoradendron killipii
Phoradendron killipii är en sandelträdsväxtart som beskrevs av Kuijt. Phoradendron killipii ingår i släktet Phoradendron och familjen sandelträdsväxter. Inga underarter finns listade i Catalogue of Life.